# Episodi di Colpevoli (terza stagione)
La terza e ultima stagione della serie televisiva Colpevoli è composta da quattro episodi. È stata trasmessa su ZDF dal 13 settembre all' 11ottobre 2019.
In Italia la stagione è stata trasmessa in prima visione assoluta su Rai 2 dal 10 al 18 agosto 2021.
| nº | Titolo originale | Titolo italiano | Prima TV Germania | Prima TV Italia |
| -- | ---------------- | --------------- | ----------------- | --------------- |
| 1  | Der kleine Mann  | Un piccolo uomo | 13 settembre 2019 | 10 agosto 2021  |
| 2  | Einsam           | Solitudine      | 20 settembre 2019 | 11 agosto 2021  |
| 3  | Lydia            | Lydia           | 27 settembre 2019 | 17 agosto 2021  |
| 4  | Der Freund       | L'amico         | 11 ottobre 2019   | 18 agosto 2021  |